# Storia della frazione
Le origini della frazione si devono all'intersecarsi dei rapporti commerciali fra le più antiche civiltà che portarono all'uso dei sottomultipli delle unità di misura. Documenti storici attestano l'uso delle frazioni per la prima volta furono gli Egizi nel XVII secolo a.C

## Egizi

Simboli utilizzati nell'Antico Egitto per rappresentare le frazioni

Gli Egizi conoscevano, per precisione, le unità frazionarie, che rappresentavano il geroglifico di un quadrato con al centro un cerchio (che significava « parte ») posto sopra al numero quale numeratore. Essi indicavano le frazioni vere e proprie come somma di unità frazionaria; per esempio per rappresentare 5⁄6 scrivevano 1⁄2 + 1⁄3.
L'uso della frazione serviva comunque per esprimere le parti dell'unità di misura della capacità, l'hegat, pari a circa 4,875 litri. Per scrivere le parti di questo hegat, gli antichi Egizi usavano dei simboli presi dalle diverse parti dello udjat, l'occhio del dio Horus, diventato, secondo la leggenda degli dèi Osiride, Iside e Horus, uno dei più importanti amuleti, simbolo di salute, abbondanza e fertilità.

## Medioevo
È solo nel Medioevo che cominciano a comparire scritture vere e proprie del tipo:
4 f 9 = 4 s 9 = 4⁄9
che si leggeva quattro fratto nove; l'ultima scrittura si usa ancora adesso.
La scrittura corretta più usata ai nostri giorni (con linea orizzontale) e la lettura diversa del numeratore con un numero cardinale (quattro) e del denominatore con un numero ordinale (noni)
4⁄9 = « quattro noni »
si devono al matematico Leonardo Pisano, detto Fibonacci, vissuto tra il 1170 e il 1250.
In particolare esiste traccia dell'utilizzo nell'opera Liber abbaci del 1202 dove le frazioni vengono chiamate rupti oppure anche fracti. Il tratto orizzontale è chiamato virgula (virga = bastone).